# 溶剂化电子

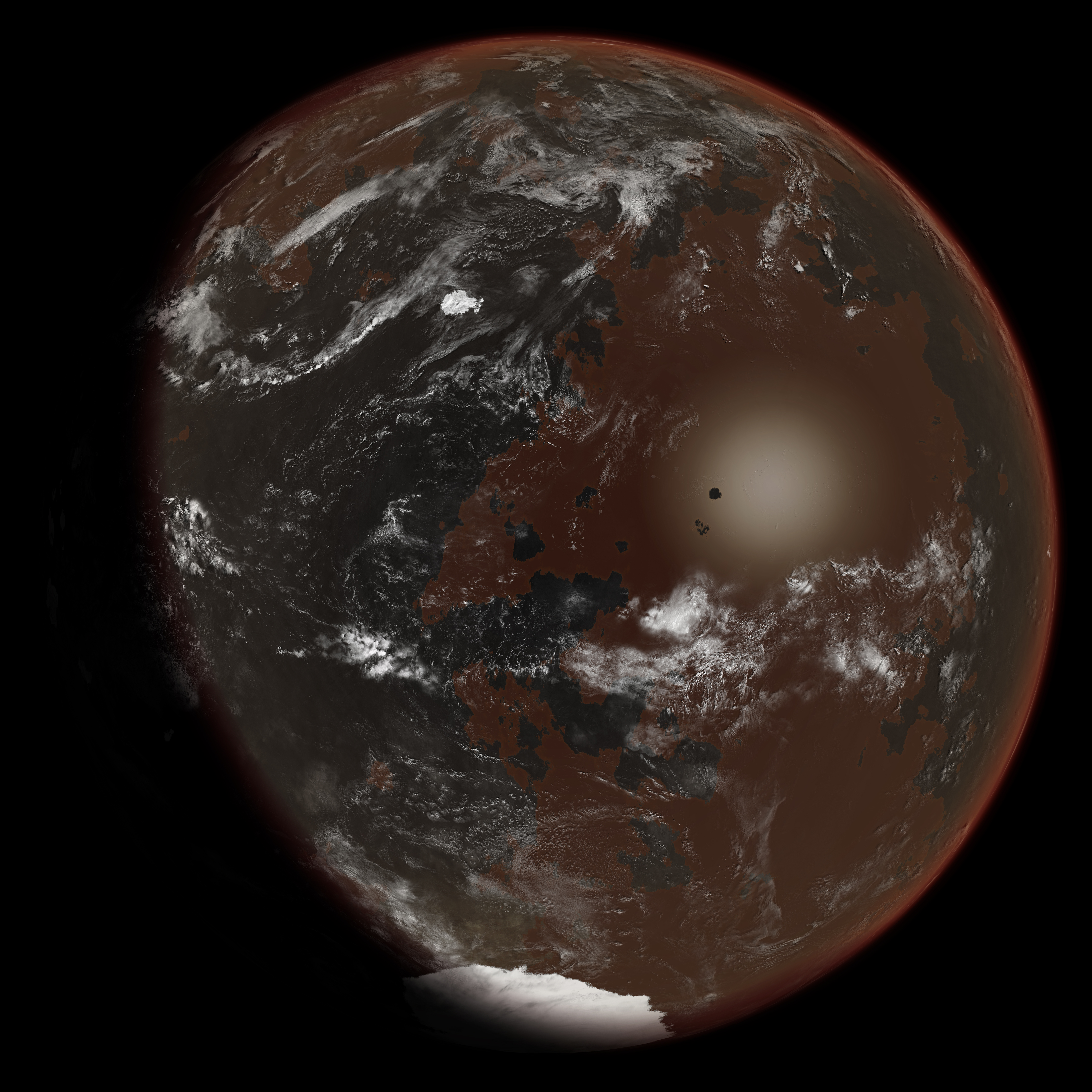
画家笔下的氨行星，其中蓝色即碱金属溶于液氨形成的，古铜色则是高浓度的溶液的颜色

溶剂化电子（英語：solvated electron）也称溶剂合电子，指的是溶液中存在的自由电子，也可被视为最小的阴离子。溶剂化电子可以在很多体系中产生，但由于其寿命很短，难以被直接观察到。碱金属溶于液氨之后所得溶液的深色即源于溶剂化电子，随溶剂化电子浓度升高，颜色由蓝色逐渐转变为铜色（碱金属浓度大于3mol/L时）。一般对溶剂化电子的讨论限于金属-液氨体系，因为它们在其中的寿命可达数天，但水和其它溶剂中也存在着溶剂化电子。

## 历史
1807-1809年间汉弗莱·戴维在氨气中加入钾的晶粒，第一次观察到了溶剂化电子所造成的颜色。1879-1880年间詹姆斯·巴兰坦·汉内和J. Hogarth使用钠重复了戴维的实验。1907年查尔斯·A·克劳斯测量了金属-液氨溶液的电导率，首先将电导率的变化归结为金属电离出的自由电子。1918年G. E. Gibson和W·L·阿尔戈提出了溶剂化电子的概念。他们注意到，根据吸收光谱，不同的金属在不同的溶剂如甲胺和乙胺中可以产生相同的蓝色，表明是由同一种物质，溶剂化电子导致的。1970年，科学家表征了包含电子化合物的固体盐。

## 性质
碱金属以及钙、锶、钡、钇等的液氨溶液，均因为溶剂化电子的存在显蓝色。
锂在零下60度的液氨中的溶解度是16 mol% metal (MPM)。当锂的浓度升高时，溶液的电导率从 10−2升高到了104 欧姆−1厘米−1 (比水银的电导率还要高)。在8 MPM附近时，会发生金属态转变。在 4 MPM 时，发生液相分离，浅金色的致密相从蓝色的基相中分离出来。当浓度大于8 MPM，溶液是青铜/金色的，密度下降了大概30%.
溶剂化电子的标准电极电势是-2.77 V. 等效电导率是177 Mho cm2，与氢氧根离子相当。溶剂化电子在液氨中的扩散系数可以通过计时安培分析法测得。这一电导率对应的扩散率为4.75×10−5 cm2s−1。

## 反应与应用
溶剂化电子可以与氧原子反应，形成超氧自由基（O2.−）。遇到一氧化氮，溶剂化电子可以形成羟基自由基（HO.）。钠溶于液氨之后形成的具有溶剂化电子的溶液的通常应用是伯奇还原，而钠在乙醇中进行的布沃－布朗还原反应也被认为有溶剂化电子的作用。